# Chapman Glacier (glaciär i Antarktis, lat -70,27, long -67,78)
Chapman Glacier är en glaciär i Antarktis. Den ligger i Västantarktis. Argentina, Chile och Storbritannien gör anspråk på området. Chapman Glacier ligger 346 meter över havet.
Terrängen runt Chapman Glacier är kuperad. Trakten är obefolkad. Det finns inga samhällen i närheten.